# 陳勤宗
陳勤宗（1993年2月27日—），為台灣棒球選手，曾效力於中華職棒富邦悍將隊，守備位置為內野手。曾參與2016年季中選秀會卻落選。隔年捲土重來，先於測試會上成為唯一敲出全壘打的打者，再於2017年季中選秀會中被富邦悍將隊以第七輪（全選秀會第28順位）選進，被認為具有長打實力。

## 經歷
- 新竹縣關西國小少棒隊
- 屏東縣美和中學青少棒隊
- 屏東縣私立美和高級中學青棒隊
- 桃園市國立體育大學棒球隊（台灣啤酒）
- 台東綺麗珊瑚成棒隊（2015年6月－9月）
- 國訓中心棒球隊（2015年10月－2016年9月）
- 台中運動家成棒隊（2016年10月－2017年8月）
- 中華職棒富邦悍將（2017年8月23日－2019年）

## 職棒生涯成績
| 年度 | 球隊     | 出賽 | 打數 | 安打 | 全壘打 | 打點 | 盜壘 | 四死 | 三振 | 壘打數 | 雙殺打 | 打擊率 | 上壘率 | 長打率 | OPS   |
| ---- | -------- | ---- | ---- | ---- | ------ | ---- | ---- | ---- | ---- | ------ | ------ | ------ | ------ | ------ | ----- |
| 2018 | 富邦悍將 | 2    | 3    | 1    | 0      | 0    | 0    | 0    | 0    | 1      | 0      | 0.333  | 0.333  | 0.333  | 0.666 |
| 合計 | 1年      | 2    | 3    | 1    | 0      | 0    | 0    | 0    | 0    | 1      | 0      | 0.333  | 0.333  | 0.333  | 0.666 |

## 特殊事蹟
- 2018年6月24日於澄清湖棒球場面對統一7-ELEVEn獅隊先發投手施子謙擊出職棒生涯首支安打[2]